# スペキュラティブデザイン
スペキュラティブデザインは、RCA（＝ロイヤル・カレッジ・オブ・アート）の教授であるアンソニー・ダンが提唱したデザインの立場。

## 概要
問題解決型のように「未来はこうあるべきだ」と提唱するのではなく、スペキュラティブデザインは「未来はこうもありえるのではないか」という臆測を提示し、問いを創造するデザインの方法論である。このデザインの目的は、未来を予測するのではなく、「私たちに未来について考えさせる（思索＝speculate）ことでより良い世界にする」ことである。上記のようにしばしば、問題解決型のデザイン思考と対比される。このスタンスは、世の中の価値や信念、態度を疑って、さまざまな代替の可能性を提示する役割を担っている。

## 形成
デザインは従来、企業のための問題解決や商品の売上向上というイメージが一般的であった。しかし、現代の人類が直面する課題の多くは解決不能で、これらを克服するためには、私たちの価値観、信念、考え方を変えるという方法がある。問題をあえて解決せず、思索するきっかけを与える「問い」を生み出すのがスペキュラティブデザインである。

## 科学との関わり
科学の発展によって、起きるかもしれない世界を表現し、それを科学者に戻すことで、研究の方向性を考えなおすきっかけを与える。デザインは、さまざまな未来の可能性を実体化して提示することが可能なので、それをもとに議論し、理想とする未来を企業、街、社会を構成する人々それぞれが判断できるという利点がある。

## スペキュラティブデザインを使った作品
- 「I wanna deliver a dolphin…」長谷川愛
概要潜在的食物不足とほぼ70億人の人口の中、これ以上人間を増やすのではなく、絶滅の危機にある種（例えばサメ、マグロ、イルカ等）を代理出産することを提案。子供を産みたいという欲求と美味しいものが食べたいという欲求を満たす為に、食べ物として動物を出産してみてはどうか？という議論を提示し、そして如何に可能にするかという方法も示します。
問題提起のポイント人類は人間の母親が胎内で育てた動物を普通に食べ物として消費することができるのか、母親の愛情がしみ込んだからという理由で食物の価値観は変わるのか